# Lönsgrab
Als Lönsgrab wird das Grabmal des Journalisten und Schriftstellers Hermann Löns (1866–1914) bezeichnet, dessen Landschaftsideal die Lüneburger Heide verkörperte. Es liegt im Tietlinger Wacholderhain, einem Rest der Heidelandschaft bei Walsrode in Niedersachsen, der als Naturschutzgebiet Lönsgrab geschützt ist.

## Beschreibung
Der Tietlinger Wacholderhain erstreckt sich auf einem hügeligen, etwa 15 Meter zu den schmalen Talwiesen des Böhmetals abfallenden Hang. Die letzte Ruhestätte für die 1934 von Frankreich nach Deutschland überführten vermutlichen Gebeine des Dichters wurde von Wilhelm Asche gestiftet und 1935 eingerichtet. Sie ist durch einen großen Findling auf der ehemaligen Grenze zwischen Walsrode und der Gemeinde Bomlitz markiert. Ein Denkmal für Hermann Löns befindet sich wenige hundert Meter weiter südwestlich auf einer Geländekuppe nahe bei den Gleisen der Heidebahn. Das Heidegebiet ist ein beliebtes Ausflugsziel und von zahlreichen Wegen durchzogen (siehe auch: Karte).
Auf dem Findling am Lönsgrab ist unter den Namen eine Wolfsangel eingraviert, mit der Löns gelegentlich seine Initialen (LH) stilisierte.

## Naturschutzgebiet
Mit Erstverordnung vom 14. Februar 1951 wurde das Heidegebiet um das Lönsgrab zum Naturschutzgebiet erklärt. Die derzeit gültige Verordnung datiert vom 10. Oktober 1967. Zuständig ist der Landkreis Heidekreis als untere Naturschutzbehörde. Das 14 ha umfassende Naturschutzgebiet Lönsgrab mit der Kennzeichen-Nummer NSG LÜ 005 liegt auf den Gebieten der Walsroder Ortsteile Honerdingen (11 ha) und Uetzingen (3 ha). Das Naturschutzgebiet gehört mit einem Flächenanteil von 12,5 ha größtenteils zum FFH-Gebiet Nr. 077 Böhme.

## Bildergalerie

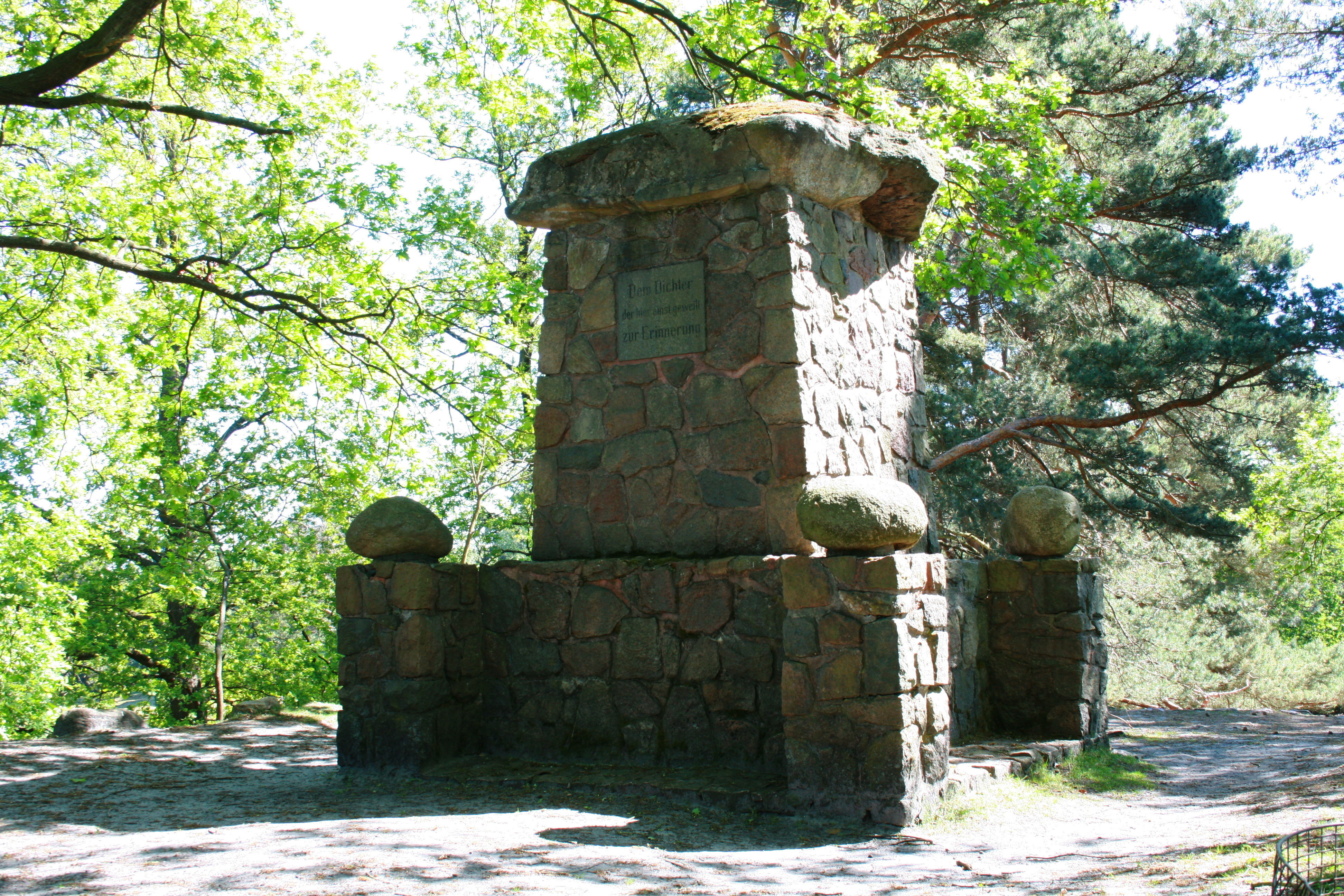
Hermann-Löns-Denkmal (Mai 2009)
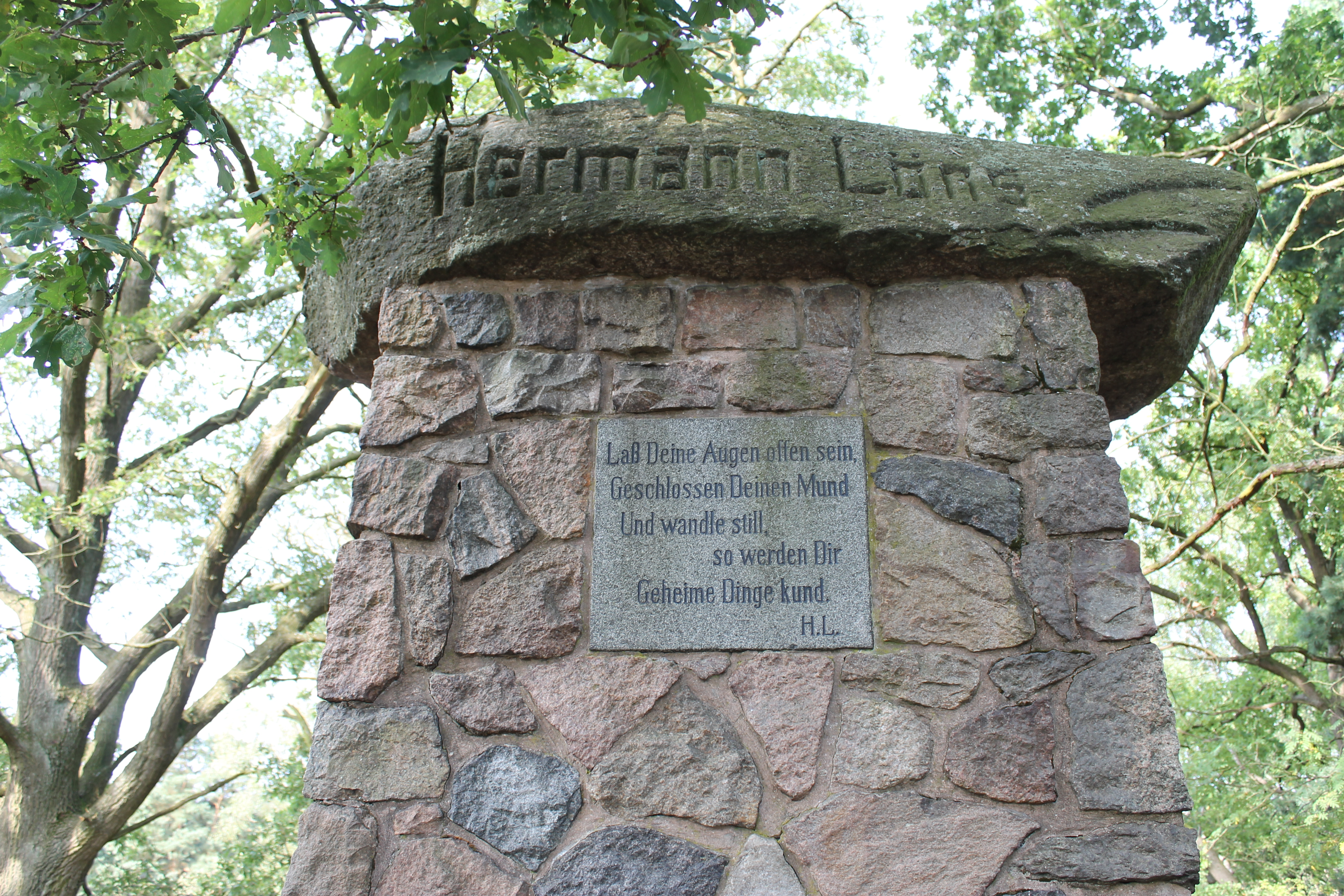
Hermann-Löns-Denkmal (Sep. 2012)
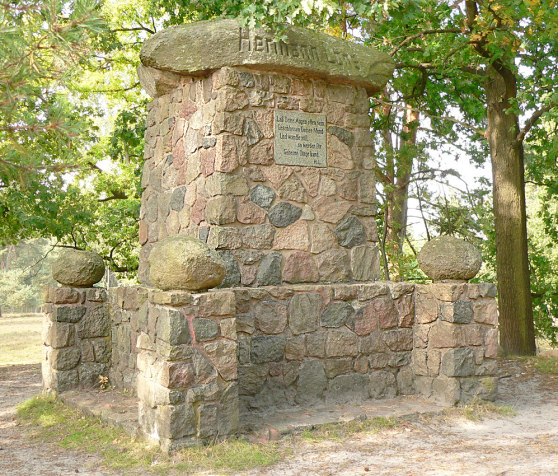
Hermann-Löns-Denkmal (Sep. 2006)
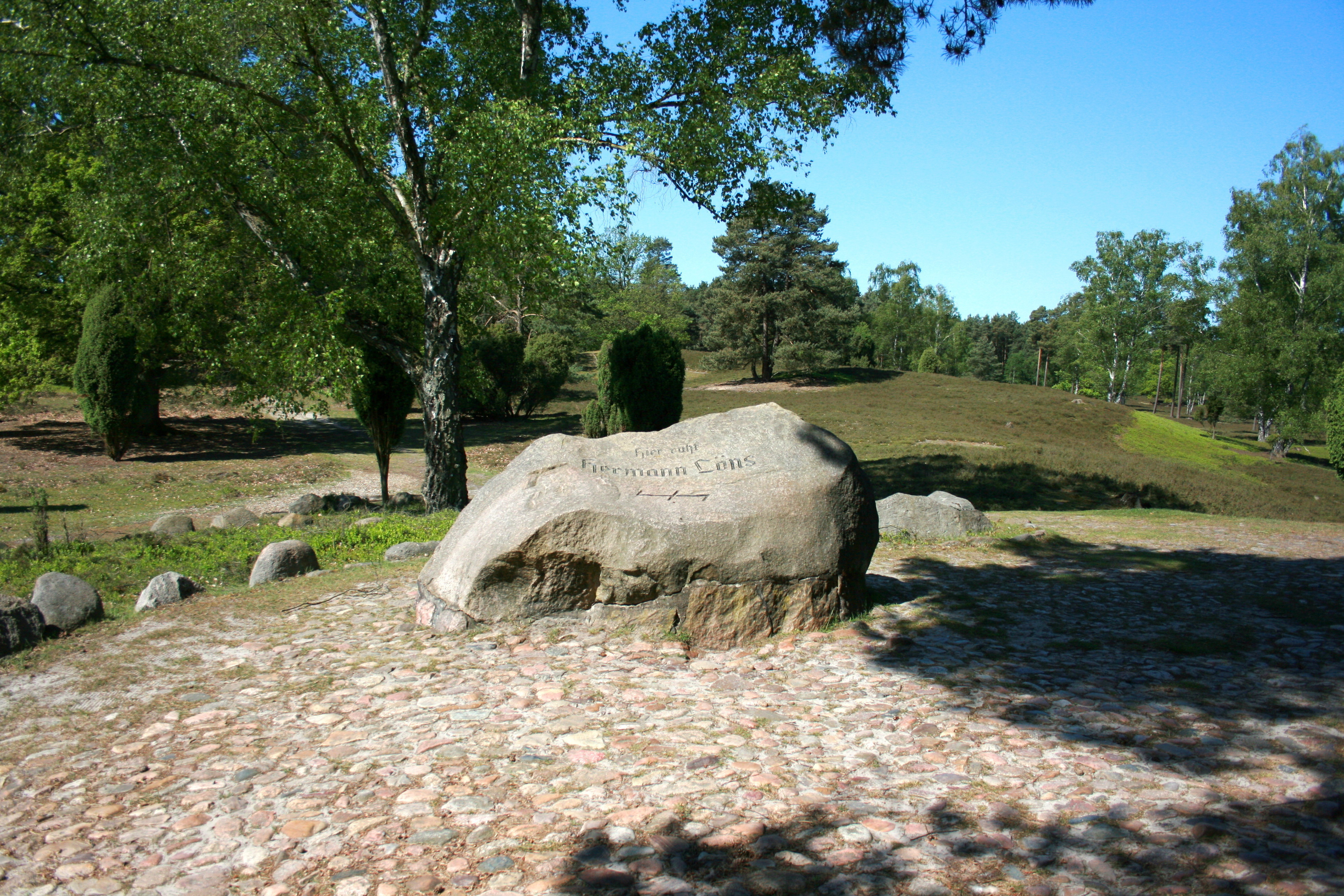
Löns-Grab (Mai 2009)
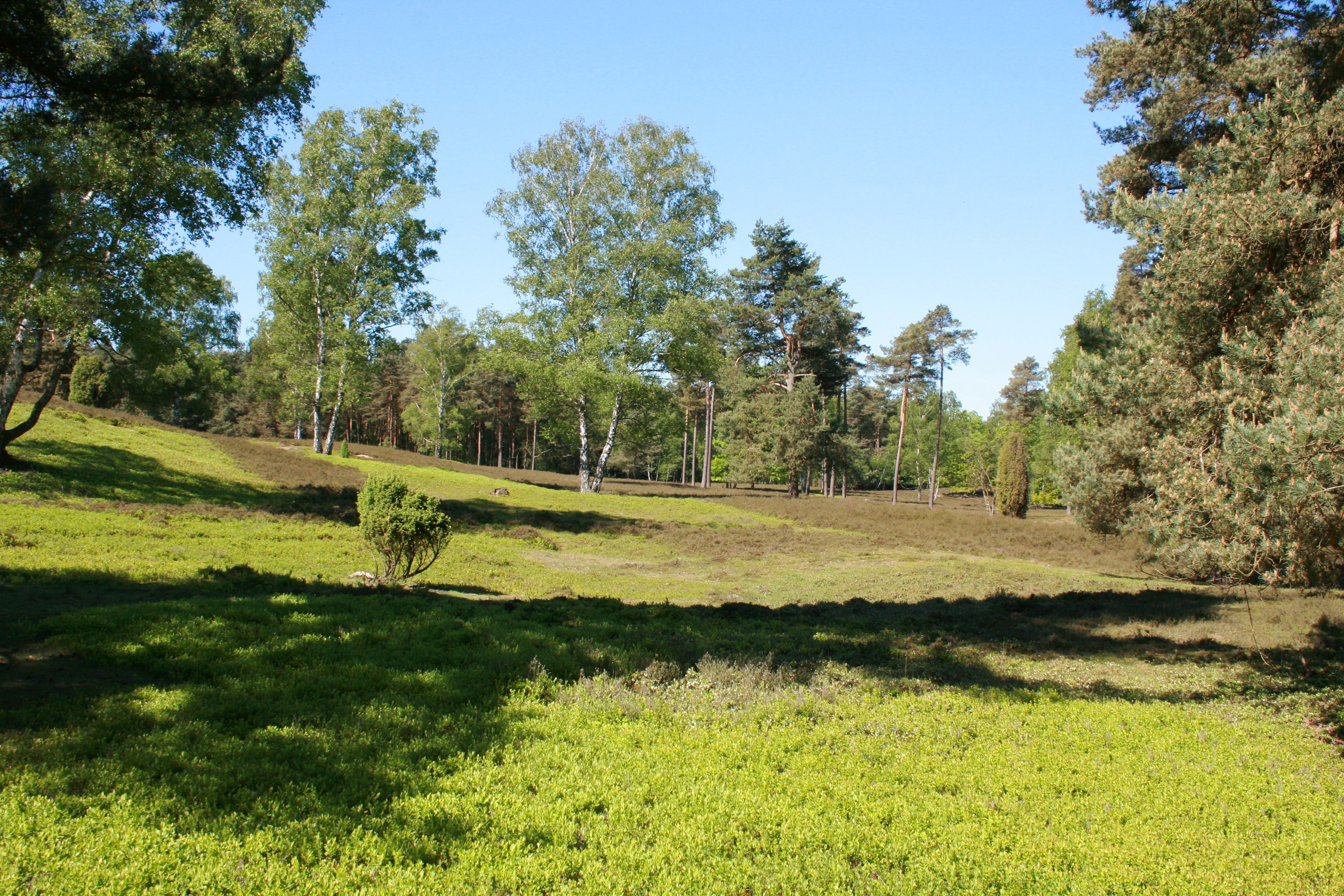
Tietlinger Wacholderhain (Mai 2009)
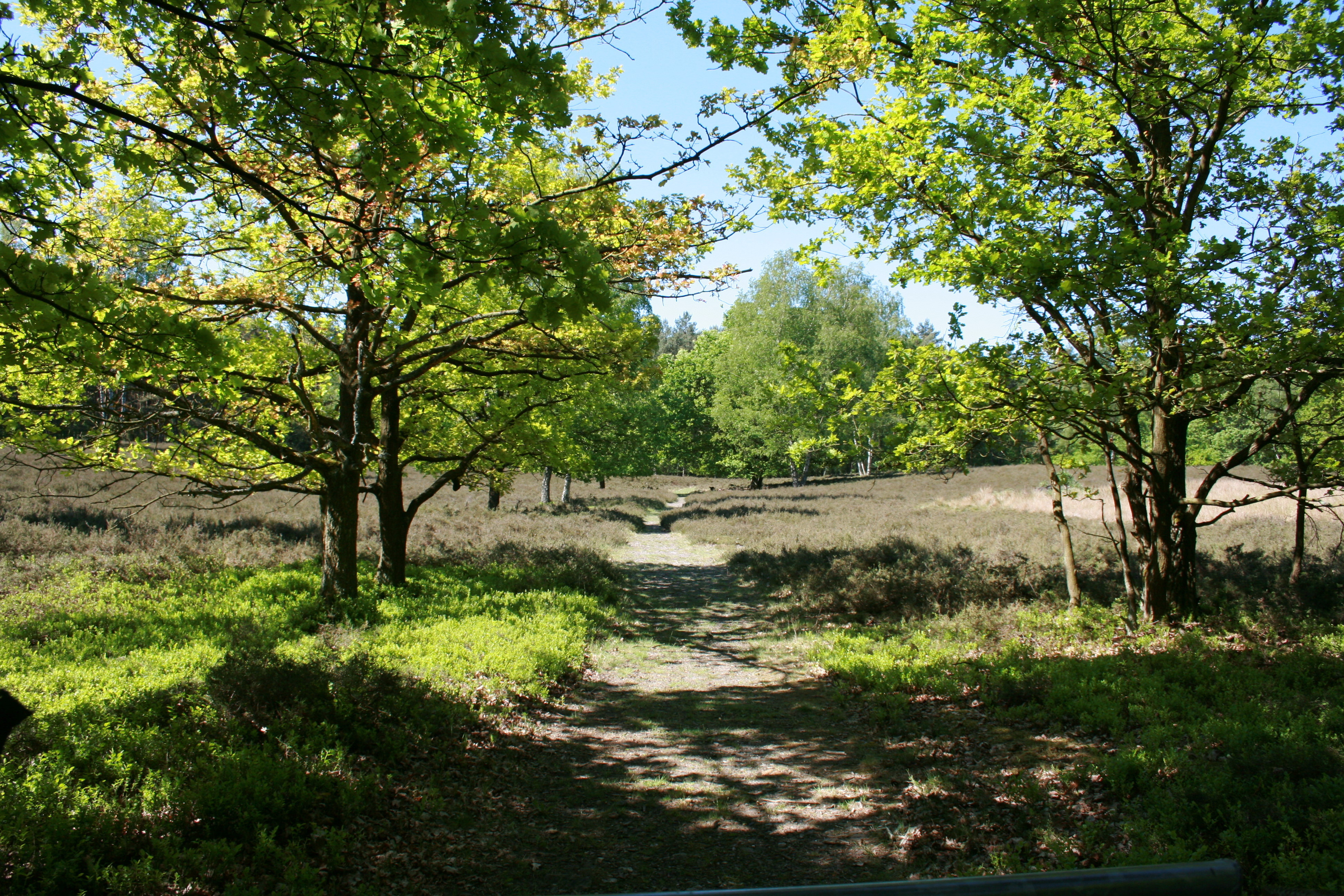
Tietlinger Wacholderhain (Mai 2009)